# Thérèse Pierre
Thérèse Pierre (5 de noviembre de 1908-26 de octubre de 1943) fue una luchadora de la Resistencia francesa. Murió después de que fuera torturada por la Gestapo alemana,

## Primeros años
Thérèse Pierre nació el 5 de noviembre de 1908 en Épernay, Marne . Sus padres eran maestros. Obtuvo la primera parte de la cátedra en 1929. Fue profesora en Bar-le-Duc, Vitré, Redon y Fougeres.

## Luchadora de la Resistencia
En Carhaix, a principios de 1942, conoció a un oficial de la resistencia de Finisterre, el futuro teniente coronel Pascal. Thérèse Pierre tenía 34 años y había sido activista comunista . Trasladada a Fougères, se convirtió en la jefa del municipio, en septiembre de 1942, con el nombre de Madeleine. Participó en la organización de los grupos de Francotiradores  y Partisanos. Tenía más de cien hombres bajo su responsabilidad. Estaba en contacto con los jefes regionales y con los luchadores de la resistencia. Fue arrestada el 23 de octubre de 1943 en Fougères por el Sicherheitsdienst (SD, Servicio de Inteligencia de las SS), y llevada a Rennes . El 27 de octubre de 2013, se descubrió una placa en la fachada de la casa en la que vivía,  calle des Prés  32 en Fougères. Con motivo de la inauguración de una placa conmemorativa en el Colegio Thérèse Pierre de Fougères, el 27 de octubre de 1979, la Sra. Germaine Guénée, una resiste y amiga íntima de Thérèse Pierre, declaró: 

Era cautelosa y al mismo tiempo atrevida, lo que la hizo triunfar en todo lo que hacía. Es absolutamente notable que no ningún militante en la Resistencia, bajo su mando, fuera detenido en el curso de las acciones llevadas a cabo por ella o con ella ... Pasaba de una franca cordialidad a una ira corta y fulgurante cuando la seguridad de la Resistencia estaba en peligro por descuido, cotilleo o imprudencia. Ella subyugaba a todos desde los milicianos de 17 años que podrían haber sido sus hijos hasta los viejos militantes que podrían haber sido sus padres

Testimonio:¿"Thérèse Pierre? Su terrible experiencia y muerte están en muchos recuerdos, pero sus detalles no son bien conocidos. Trasladada a la prisión de Jacques-Cartier, fue torturada desde su arresto hasta su muerte, golpeada y azotada durante dos días consecutivos. Permaneció en contacto con sus compañeros de prisión a través de las tuberías de calefacción central. Madame Lequeu, de Dol, escuchó sus últimas palabras. El cuerpo estaba completamente magullado, se arrastró hasta el piso de su celda, sollozó, gritó de dolor, repitió incansablemente: "No hablaré. . . No me harán hablar ". Hacia el final de este segundo día, dijo claramente: "No obtuvieron nada de mí. . ". A la mañana siguiente, la encontraron colgada de los barrotes de su cárcel con una de sus medias. Se alegó que se trató de un suicidio por parte del mando alemán. Su funeral tuvo lugar en la catedral de Rennes, donde su cuerpo fue transportado desde la morgue ".

## Reconocimiento
Fue galardonada con la Orden de la División y la Cruz de Guerra con Estrella de plata. Dos escuelas llevan su nombre, incluida la universidad Thérèse-Pierre de Fougères. La medalla de la resistencia francesa le fue otorgada en 1946.
La película de Robin Hunzinger, Dónde están nuestros amantes, rememora su historia. 
Una calle de París le rinde homenaje: Promenade Thérèse Pierre.